# Красноуфимск
Красноуфимск (на руски: Красноуфимск) е град в Свердловска област, Русия. Населението на града към 1 януари 2018 година е 38 395 души.

## История
Селището е основано през 1736 година, през 1781 година получава статут на град.